# Het ezeltje
Het ezeltje is een sprookje dat werd verzameld door de gebroeders Grimm voor Kinder- und Hausmärchen en kreeg het volgnummer KHM144. De oorspronkelijke naam is Das Eselein.

## Het verhaal
Een rijke koning en koningin hebben alles, behalve een kind. De koningin is treurig, maar bevalt na een tijd toch van een kind. Het kind ziet er niet uit als een mens, maar als een jong ezeltje. De moeder had gewild dat ze geen kind had gekregen en wil hem in het water gooien. De koning wil dit niet, zijn zoon is zijn erfgenaam. Het ezeltje is vrolijk en is dol op muziek. Hij gaat naar een beroemde speelman en wil leren tokkelen op de luit. De jonge prins komt op een dag bij een put en ziet zijn spiegelbeeld in het water. Hij is erg bedroefd en trekt de wijde wereld in met alleen zijn luit. Het ezeltje komt bij een oude koning met slechts één dochter, maar hij wordt niet binnengelaten. Als hij speelt op de luit, wordt de poort geopend en het ezeltje mag eten bij de knechten. Het ezeltje zegt voornaam te zijn en mag dan bij de soldaten eten, maar ook dit vindt hij niet goed. Dan mag het ezeltje bij de koning zitten en hij moet zeggen wat hij van de koningsdochter vindt. Hij vindt het een mooi meisje en hij mag naast haar zitten. Op een dag wil het ezeltje naar huis en de koning vraagt wat hij wil hebben. Hij wil geen goud of kostbaarheden, maar de hand van de koningsdochter.
De bruiloft wordt gevierd en de bruid en bruidegom gaan naar de slaapkamer. De koning draagt een dienaar op zich te verstoppen in de slaapkamer en deze dienaar ziet hoe de jongen de ezelshuid afdoet. De bruid is dolblij en ze beminnen elkaar. De volgende ochtend trekt de koningszoon de ezelhuid weer aan en de koning vraagt zijn dochter of ze verdrietig is met de ezel als man. De koningsdochter zegt dat hij de mooiste man voor haar is en de dienaar vertelt de koning wat er is gebeurd. De koning gaat de volgende nacht naar de slaapkamer van zijn dochter en hij ziet een mooie jongeman in het maanlicht. De huid ligt op de grond en de koning neemt deze mee. Hij laat een groot vuur aansteken en verbrandt de huid tot as. De koningszoon wil de volgende ochtend zijn huid aantrekken, maar die is weg. Hij wil vluchten, maar de koning staat buiten en vraagt wat hij wil doen. De jongeman krijgt het halve rijk en na de dood van de oude koning zal hij het hele rijk krijgen. De jongeman blijft bij de oude koning en na een jaar heeft hij het hele rijk en als zijn vader sterft krijgt hij nog een extra rijk. Ze leven in rijkdom en overvloed.

## Achtergronden
- Het sprookje is naar het Latijnse gedicht Asanarius uit de vijftiende eeuw.
- De bruidegom als dier komt voor in De kikkerkoning (KHM1), De zingende springende leeuwerik (KHM88), Hans-mijn-egel (KHM188) en De oude vrouw in het bos (KHM123).
- Een speelman komt ook voor in De wonderlijke speelman (KHM8), Hans-mijn-egel (KHM108) leert spelen op een doedelzak.
- Vergelijk ook De goudkinderen (KHM85), waarin het gouden uiterlijk met berenhuiden wordt bedekt. Een berenhuid komt ook voor in Berenpels (KHM101). Dierenhuiden komen voor in Bontepels (KHM65).